# كريستيان لوند
كريستيان لوند (بالنرويجية البوكمول: Kristian Lund)‏ هو مهندس وسياسي نرويجي، ولد في 12 فبراير 1932، وتوفي في 18 أبريل 2012. حزبياً، نشط في حزب المحافظين. وقد انتخب عضو برلمان النرويج ‏.